# نیل مک‌گرگور

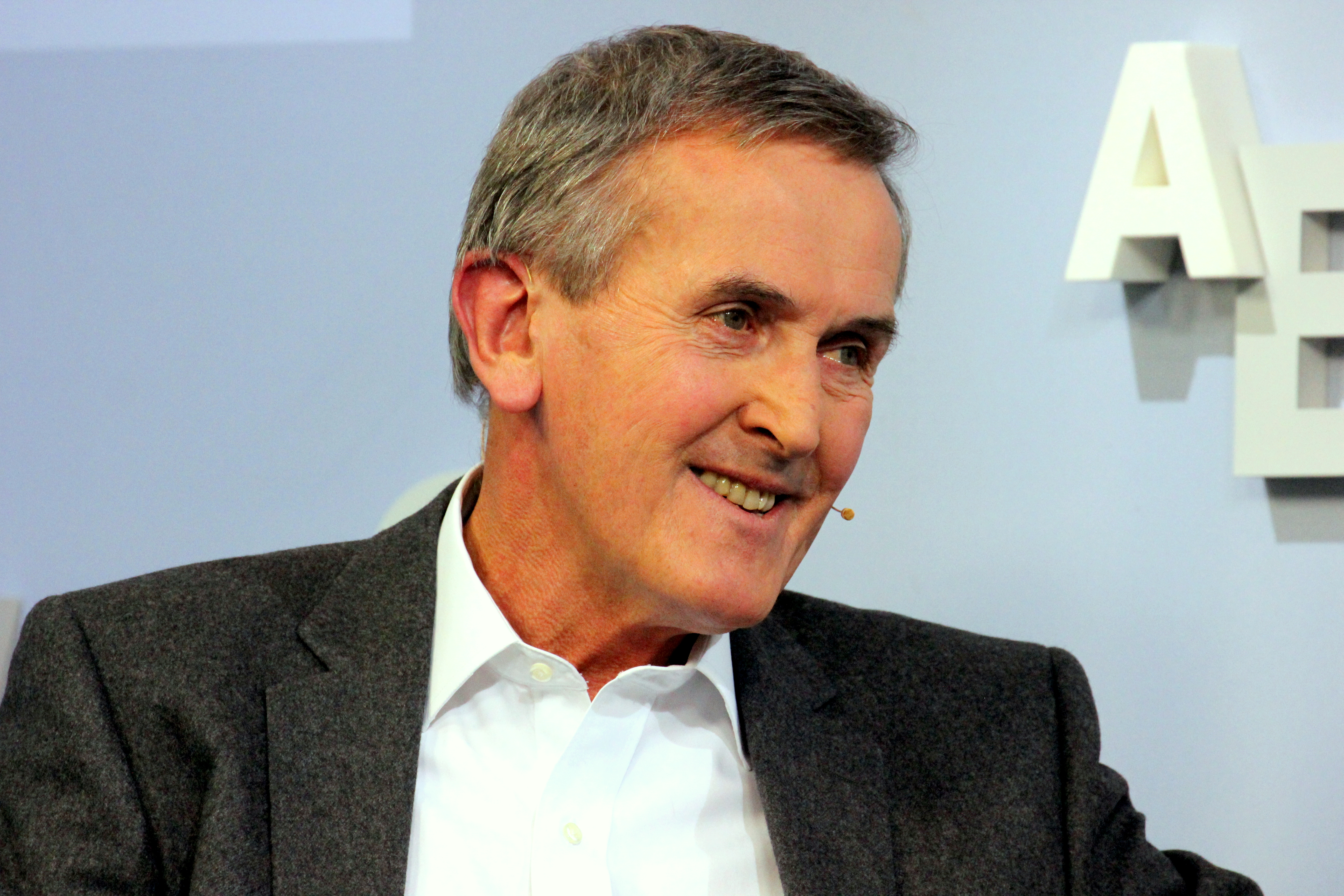
مک‌گرگور در نمایشگاه بین‌المللی کتاب فرانکفورت ۲۰۱۵

نیل مک گرگور  Neil MacGregor (متولد ۱۶ ژوئن ۱۹۴۶) مورخ هنر و مدیر سابق موزه بریتانیا است.

## تولد
مک گرگور متولد ۱۶ ژوئن ۱۹۴۶م در گلاسگو، بریتانیااست.

## سوابق
وی در دانشگاه ادینبرو، اکول نرمال سوپریور، نیو کالج آکسفورد درس خوانده و از سال ۱۹۸۱ تا ۱۹۸۷ سردبیر مجله بورلینگتون Burlington، سپس از ۱۹۸۷ تا ۲۰۰۲ مدیر گالری ملی لندن، از ۱۹۸۷ تا ۲۰۱۵ مدیر موزه بریتانیا و از ۲۰۰۲ تا ۲۰۱۵ مدیر موزه بریتانیا بود و در حال حاضر مدیر مؤسس انجمن هومبولت در برلین است.

## کتاب‌ها
- خاطرات یک ملت/Germany: Memories of a Nation
- شاهکار هنری چیست؟
- یک تاریخ جهان در ۱۰۰ شیء/ سیر تمدن در آینه یکصد شیء

## ترجمه در ایران
کتاب یک تاریخ جهان در ۱۰۰ شیء توسط ع. پاشایی ترجمه شده و با نام سیر تمدن در آینه یکصد شیء نیز توسط عباس زندباف، عباس مخبر ترجمه شده‌است، روایت تاریخ از خلال اشیاء کاری است که موزه‌ها انجام می‌دهند. بن مایه این کتاب در حقیقت برنامه بی‌بی‌سی برای معرفی آثاری از تمدن‌های جهانی است. چون موزه بریتانیا متجاوز از ۲۵۰ سال به گردآوری اشیاء از سراسر جهان مشغول بوده‌است، نویسنده در این کتاب تاریخی از جهان را به گونه‌ای بازمی‌گوید که پیش از آن بازگو نشده‌است، یعنی کشف رمز پیام‌هایی که اشیاء در طول زمان منتقل می‌کنند.

## ایران در کتاب مک گرگور
از میان ۱۰۰ مورد یادشده در کتاب مک گرگور تنها ۲ مورد از ایران انتخاب شده‌است در حالی که موارد بیشتری از کشورهایی که تاریخ و تمدنی به مراتب کوچکتر از ایران دارند آمده‌است.